# ECB (DOCSIS)
ECB (eller Euro-DOCSIS Certification Board) är ett branschråd som har som mål att främja utveckling av öppna standarder i områden kring koaxialkabelsystem och kabelmodem. Detta gör rådet genom att certifiera hårdvara som uppfyllt kraven beskrivna i Euro-DOCSIS och genom att arbeta nära chiptillverkare samt amerikanska och europeiska forskningslaboratorier (tComLabs, Cablelabs).

## Medlemmar
- Grundare: Netcologne, NTL, Telenet, Telewest, United Pan-Europe Communications (UPC)
- Rådsmedlem 2002: Casema, Essent
- Rådsmedlem 2003: Ish, Tele Columbus, EWT Breitbandnetze
- Rådsmedlem 2004: TVCabo, Liwest
- Rådsmedlem 2005: Com Hem